# Columbia and Nehalem Valley Railroad
| Brücke am McBride Creek |                      |                                             |                                             |
| Ursprünglicher Plan des Streckenverlaufs, um 1902 |                      |                                             |                                             |
| Streckenlänge: | 13 km                |                                             |                                             |
| Spurweite: | 1435 mm (Normalspur) |                                             |                                             |
| |                      |                                             |                                             |
| \| \| 0,0 \| Columbia City \| Columbia City \| \| \| \| Crib-Trestle am McBride Creek \| \| \| \| 12,87 \| Wald zwischen Milton Creek u. Merrill Creek \| Wald zwischen Milton Creek u. Merrill Creek \| |                      |                                             |                                             |
| Kopfbahnhof Streckenanfang (Strecke außer Betrieb) | 0,0                  | Columbia City                               | Columbia City                               |
| Brücke (Strecke außer Betrieb) |                      | Crib-Trestle am McBride Creek               | Crib-Trestle am McBride Creek               |
| Kopfbahnhof Streckenende (Strecke außer Betrieb) | 12,87                | Wald zwischen Milton Creek u. Merrill Creek | Wald zwischen Milton Creek u. Merrill Creek |

Die Columbia and Nehalem Valley Railroad war eine normalspurige Waldeisenbahn der Peninsular Lumber Company in Portland in der Nähe von Columbia City, Oregon.

## Lage
Die Waldeisenbahn begann in Columbia City und sollte bis Pittsburg im Nehalem Valley führen. Sie führte in westlicher Richtung bergauf auf die Anhöhe zwischen dem Milton Creek und dem Merrill Creek.

## Geschichte
Die Investoren Goodsell, Giltner & Sewell aus Portland gaben am 7. März 1902 bekannt, dass sie die Waldeisenbahn von Columbia City nach Pittsburg bauen wollen. Am 25. April 1902 erklärten sie, dass die Bahnlinie 16–19 km (10–12 Meilen) lang sein solle und bis zum Oak Ranch Creek führen solle. Der Einsatz von 6 Dampfloks war geplant.
Am 29. Juni 1906 verkauften Giltner & Sewell aus Portland 2000 Hektar (5000 Acres) Waldgebiet für 200.000 $ an die Peninsular Lumber Co., einschließlich der inzwischen fertiggestellten 8 km (5 Meilen) langen Bahnstrecke und dem Schiffsanleger am Columbia River. Der Verkaufspreis basierte auf einer Basis von 1,25 $ pro Tausend. Die Peninsular Lumber Co. besaß eine Sägemühle am Fluss, zu der sie die Baumstämme flößen konnte.
Bis 1912 wurde die Strecke auf knapp 13 km (8 Meilen) verlängert, aber vermutlich nicht ganz bis Yankton.

## Brücken

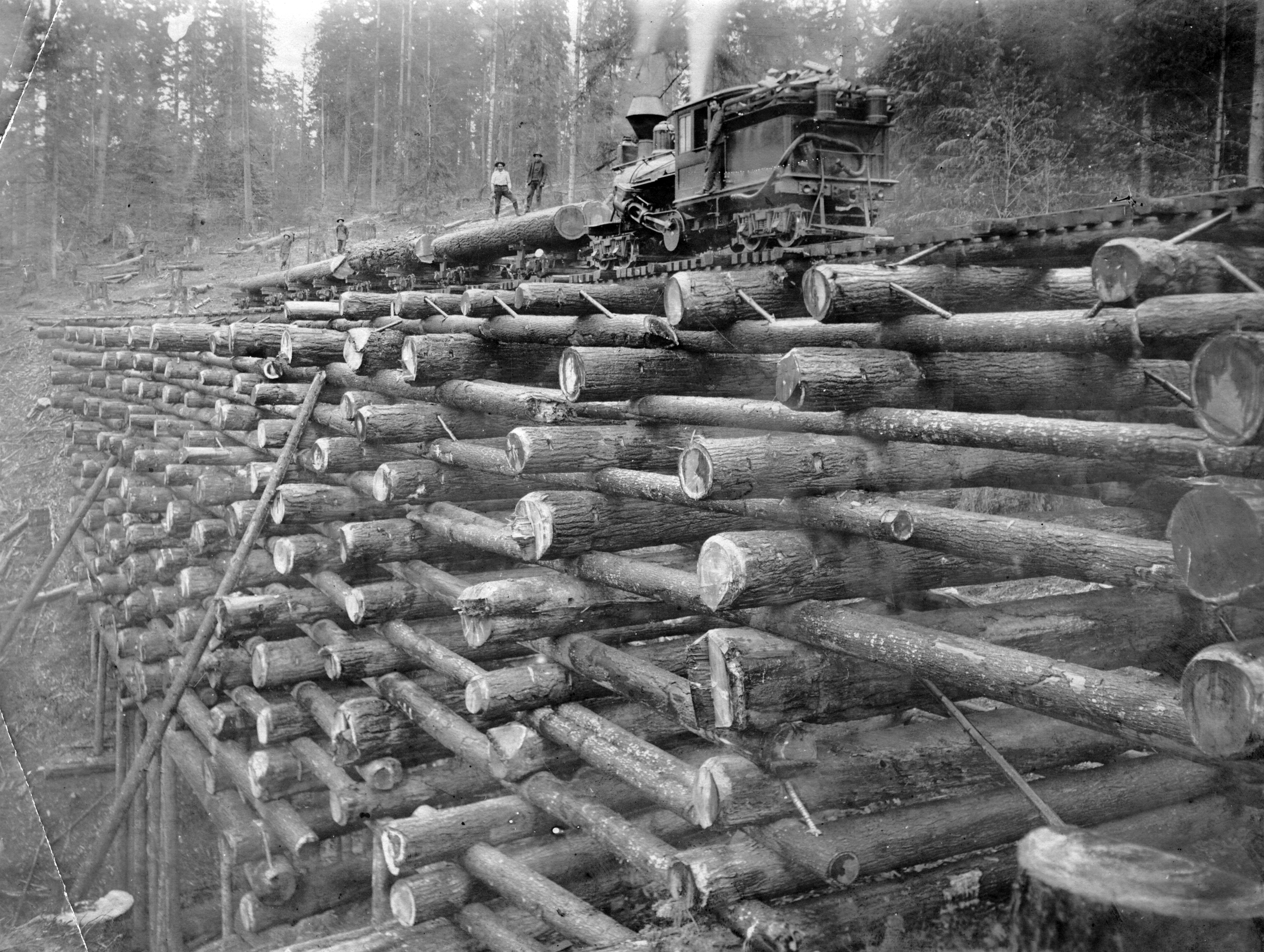
Shay-Lok auf der Crib-Trestle-Brücke am McBride Creek

Da genügend Holz vorhanden war, wurden kombinierte Crib- und Trestle-Brücken gebaut, bei denen die Baumstämme wie bei einem Blockhaus teilweise horizontal aufeinander gelegt wurden, anstatt sie vertikal aufzurichten. Das hatte den Vorteil, dass keine Ramme und kein Kran benötigt wurden, so dass die Brücken so bereits vor dem Bau des Bahngleises gebaut werden konnten.

## Lokomotiven
Es wurden vermutlich zwei bis drei mit Holz befeuerte Lokomotiven eingesetzt, mindestens eine 35 t schwere Climax-Getriebelokomotive und eine kleinere, konventionelle Lima-Dampflok sowie möglicherweise eine Shay.

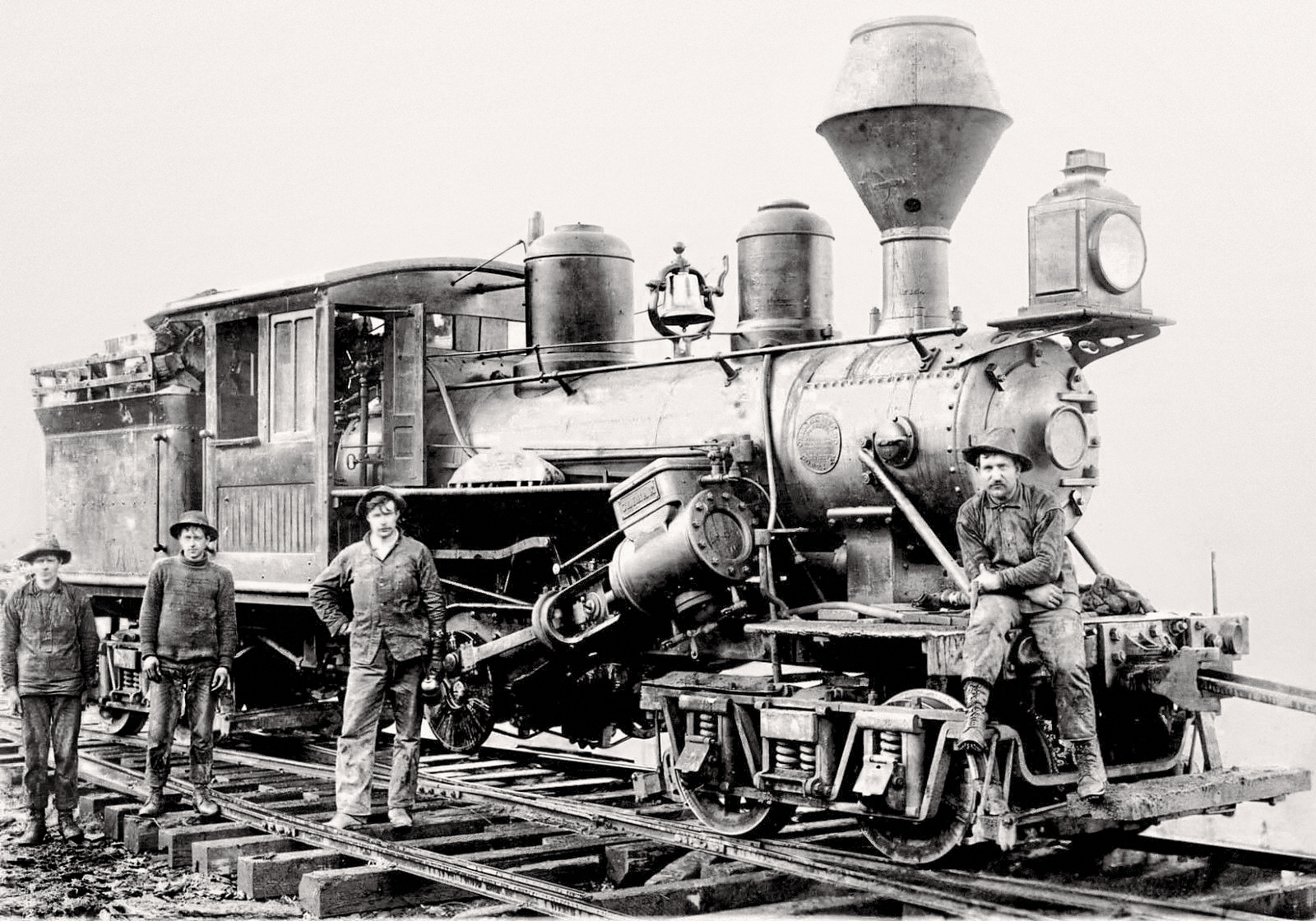
Climax-Getriebelok
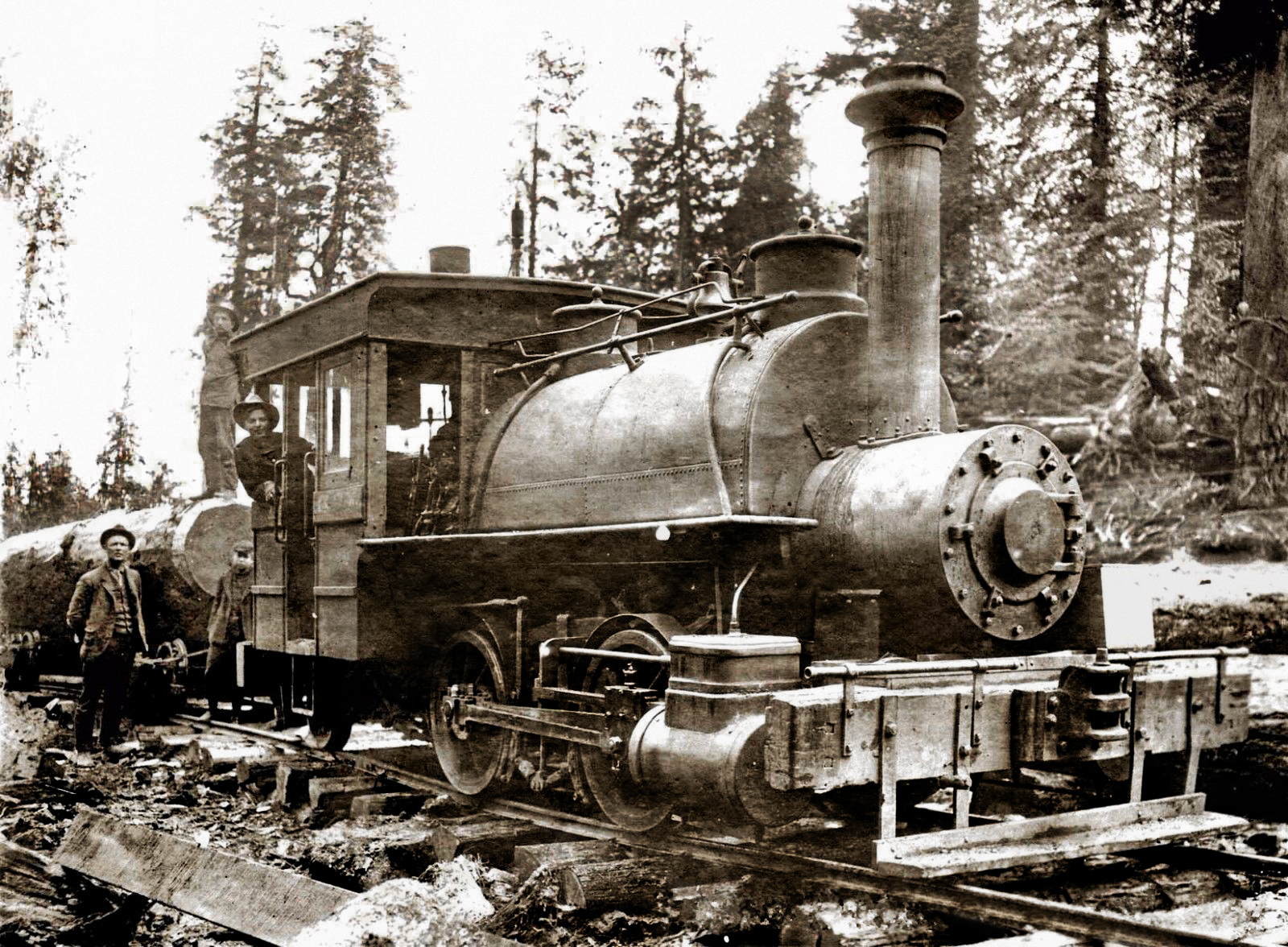
Lima-Dampflok
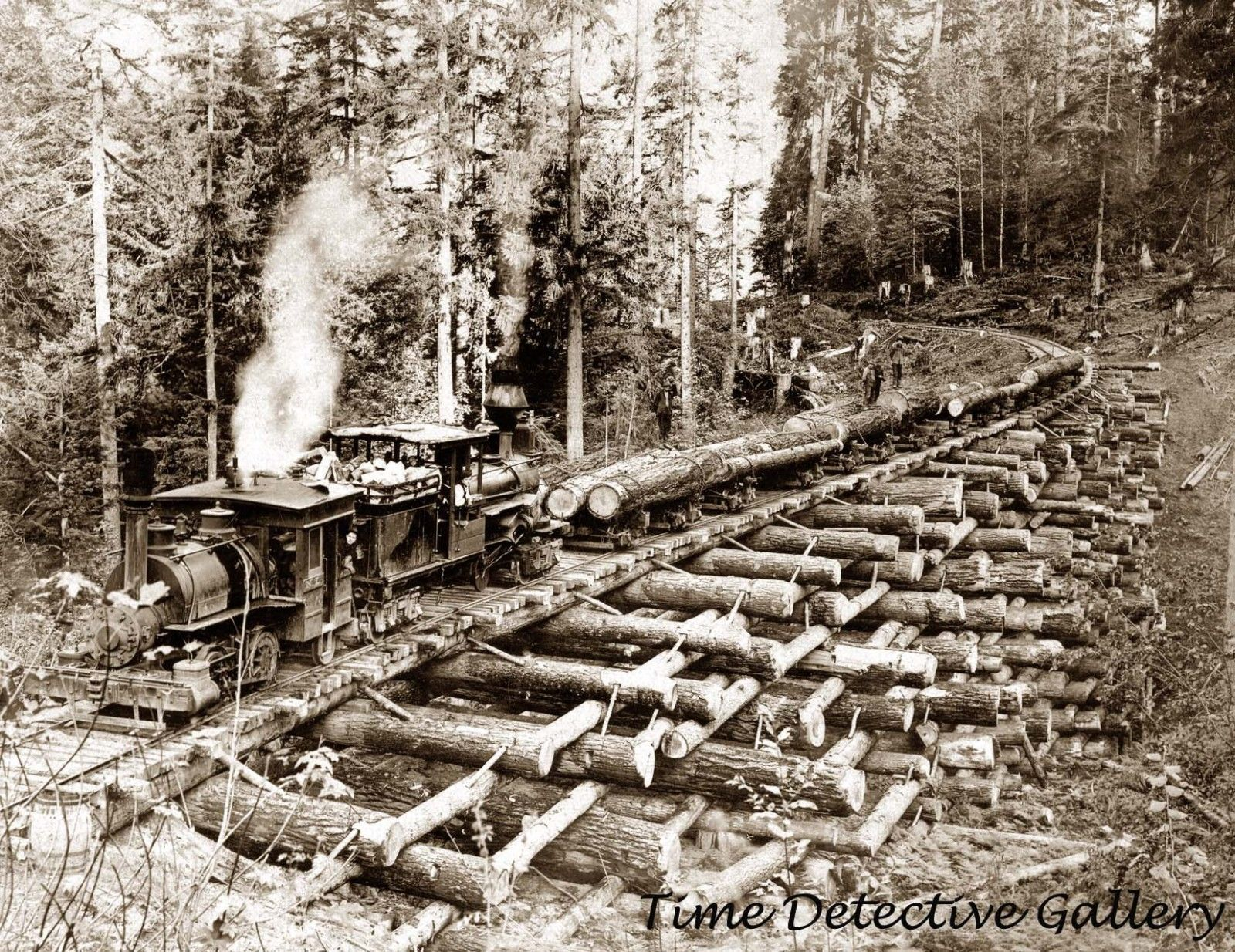
Brücke mit Löschwasser-Fässern
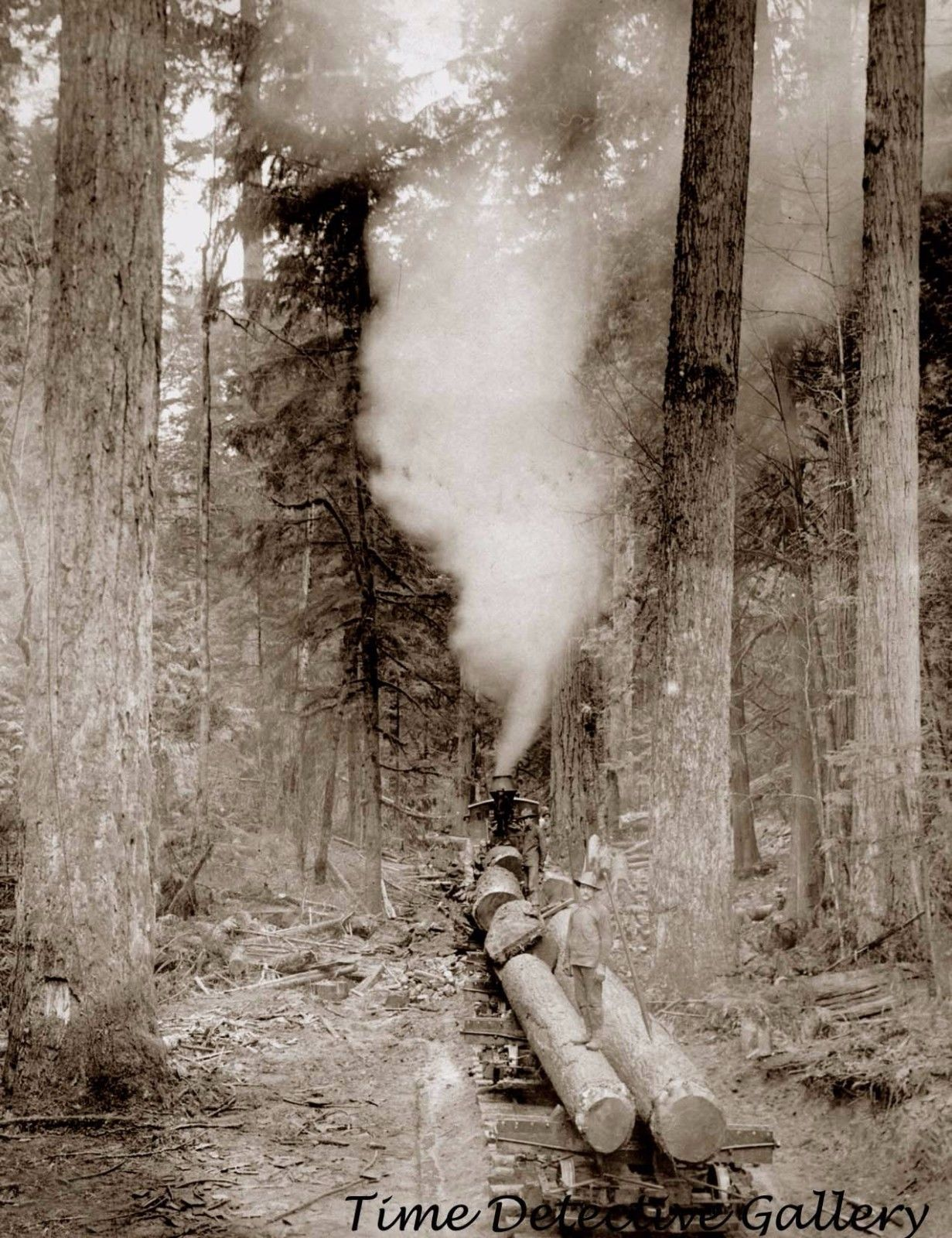
Holztransport
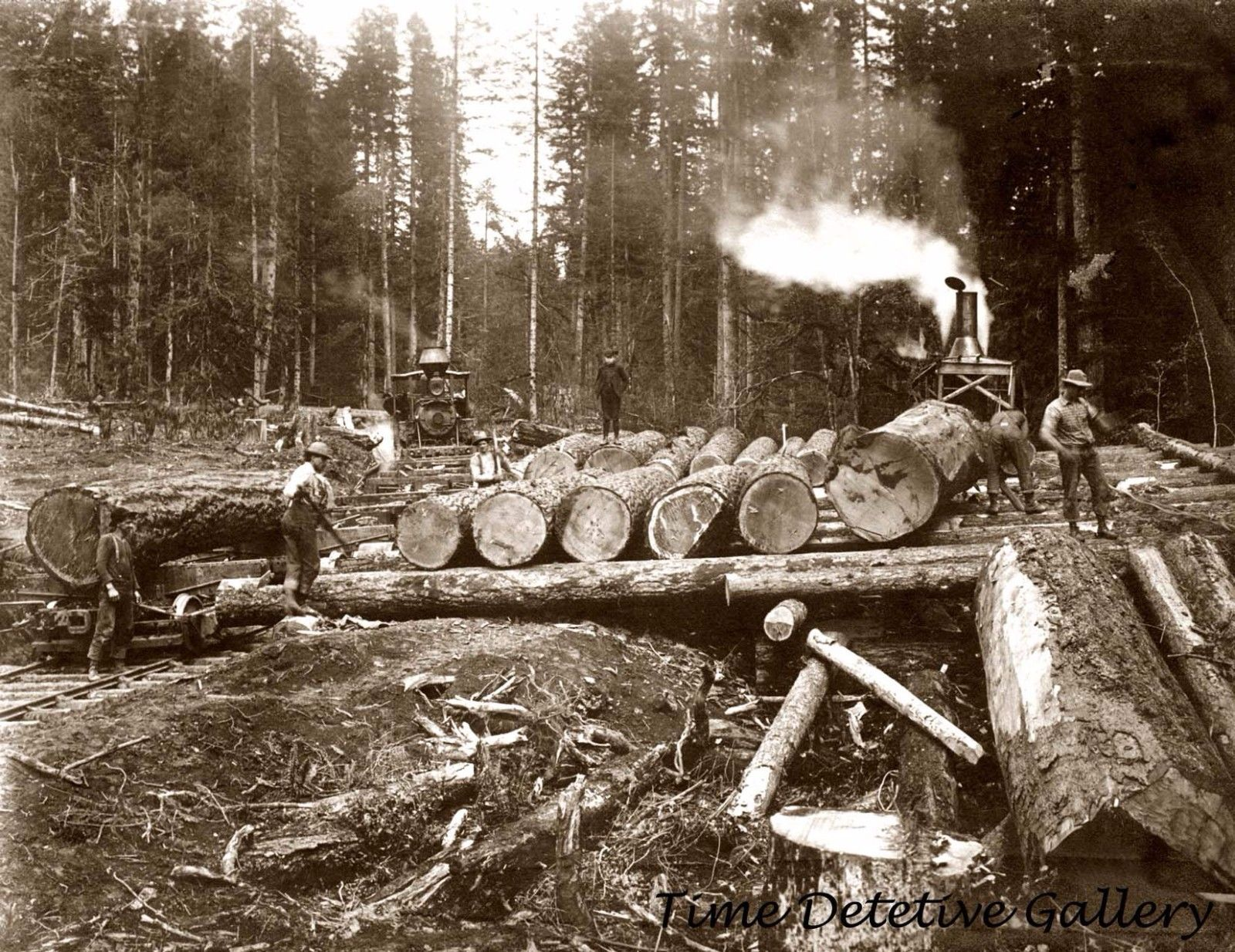
Verladestelle mit Dampf-Seilwinde